# Теплівська сільська рада (Станично-Луганський район)
| Теплівська сільська рада — колишній орган місцевого самоврядування у Станично-Луганському районі Луганської області з адміністративним центром у с. Тепле. Водоймища на території, підпорядкованій даній раді: річка Тепла. Сільській раді підпорядковані населені пункти: - с. Тепле - с. Верхній Мінченок - с. Крепи - с. Нижній Мінченок |

## Склад ради
Рада складається з 16 депутатів та голови.

### Керівний склад ради
| ПІБ                         | Основні відомості                                                         | Дата обрання | Дата звільнення |
| --------------------------- | ------------------------------------------------------------------------- | ------------ | --------------- |
| Зименко Ірина Володимирівна | Сільський голова, 1961 року народження, освіта, позапартійна              | 26.03.2006   | 31.10.2010      |
| Зименко Ірина Володимирівна | Сільський голова, 1961 року народження, освіта вища, член Партії регіонів | 31.10.2010   |                 |

Примітка: таблиця складена за даними джерела